# 테드 캐시디

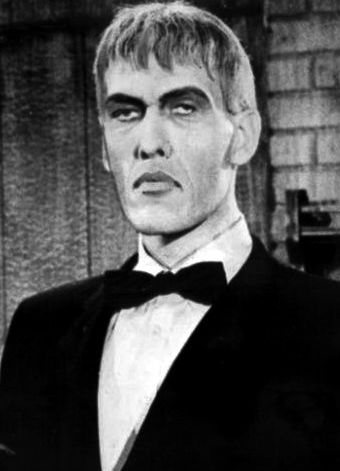

테드 캐시디(Theodore Crawford Cassidy, 1932년 7월 31일 ~ 1979년 1월 16일)는 미국의 배우, 농구 선수, 텔레비전 배우, 영화배우, 성우, 각본가이다.
피츠버그에서 태어났으며 로스앤젤레스에서 사망하였다. 사인은 심혈관계 질환이다.

## 방송
- 허클베리 핀의 모험

## 영화
- 고질라 파워 아워 (1978년)
- 해저 금괴 대소동 (1978년)
- 해리와 월터 뉴욕에 가다 (1976년)
- 6백만 달러의 사나이 - TV 시리즈 (1974년)
- 강력범 (1973년)
- 맥켄나의 황금 (1969년)
- 내일을 향해 쏴라 (1969년) - 하비 로건 역
- 허클베리 핀의 모험 (1968년)
- 내 사랑 지니 (1965년)
- 아담스 패밀리 (1964년)
- 험한 붉은 행성 (1959년)